# Tattoo You
Tattoo You je album grupe The Rolling Stones izdan 1981. Album je ostvario golem komercijalan uspjeh, te je na američkoj top-listi albuma bio devet tjedana na broju 1. Tattoo You je u osnovi sastavljen od neiskorištenih starih stvari, od kojih su neke stare gotovo 10 godina ("Tops" i "Waiting on a Friend"), u novom aranžmanu i sa samo dvije nove pjesme ("Neighbours" i "Heaven").

## Popis pjesama
1. "Start Me Up" – 3:32
2. "Hang Fire" – 2:21
3. "Slave" – 6:33
4. "Little T&A" – 3:23
5. "Black Limousine" – 3:31
6. "Neighbours" – 3:31
7. "Worried About You" – 5:17
8. "Tops" – 3:45
9. "Heaven" – 4:22
10. "No Use in Crying" – 3:25
11. "Waiting on a Friend" – 4:34

## Singlovi
- "Start Me Up"
- "Hang Fire"
- "Waiting on a Friend"

## Izvođači
- Mick Jagger - pjevač, usna harmonika, gitara
- Keith Richards - gitara, bas-gitara, pjevač
- Ron Wood - gitara, bas-gitara
- Charlie Watts - bubnjevi
- Bill Wyman - bas-gitara, gitara

## Top ljestvice

### Album
| Godina | Ljestvica                   | Pozicija |
| ------ | --------------------------- | -------- |
| 1981.  | UK Top 100 Albumi           | #2       |
| 1981.  | Billboard Pop Albumi        | #1       |
| 1981.  | Australska Top Lista Albuma | #1       |

### Singlovi
| Godina | Singl                 | Ljestvica             | Pozicija |
| ------ | --------------------- | --------------------- | -------- |
| 1981.  | "Start Me Up"         | UK Top 75 Singles     | #7       |
| 1981.  | "Start Me Up"         | The Billboard Hot 100 | #2       |
| 1980.  | "Waiting on a Friend" | UK Top 75 Singles     | #50      |
| 1982.  | "Hang Fire"           | The Billboard Hot 100 | #20      |
| 1980.  | "Waiting on a Friend" | UK Top 75 Singles     | #50      |

## Vanjske poveznice
- allmusic.com  - Tattoo You